# بداخلاقی
بداخلاقی، بی‌اخلاقی، رذیلت و پلیدی، عمل یا رفتار یا عادتی است؛ که در جامعهٔ مربوطه غیراخلاقی یا تحقیرآمیز در نظر گرفته شود. در کاربرد جزئی‌تر، رذیلت به یک اشتباه، کاستی، ناتوانی، یا تنها یک عادت بد اشاره دارد. رذیلت ویژگی شخصیتی نامطلوب یا پستی همچون ستمگری یا بزدلی است. شماری از بداخلاقی‌ها شامل این موارد می‌باشند: خشم، غرور، دروغ، ترس، بی‌وفایی، شک، حسادت، حرص، بی‌عدالتی، بی‌صبری، بی‌پروایی، تنبلی، بطالت، ضعف، شهوت، غضب.